# Allplan
 (juillet 2014).
Si vous disposez d'ouvrages ou d'articles de référence ou si vous connaissez des sites web de qualité traitant du thème abordé ici, merci de compléter l'article en donnant les références utiles à sa vérifiabilité et en les liant à la section « Notes et références ».
Allplan est un logiciel de conception assistée par ordinateur développé par le groupe Nemetschek initialement pour leur propre besoin. Il nécessite le système d'exploitation Windows.
À l'origine, le logiciel était un outil interne au cabinet d'architecture et d'ingénierie Nemetschek à Munich.

## Description
Allplan BIM est une solution de CAO DAO 2D/3D qui répond à des besoins :
- Conception,
- Plans, Coupes, Façades,
- Images de synthèse & Films,
- Topographie,
- Quantitatif, échange avec différentes solutions de métré,
- Réalisation de plan de Coffrage,
- Réalisation de plan de Ferraillage,
- Réalisation de plan de Préfabrication
- Echange avec différentes solutions de calcul.

Le logiciel se décompose en modules :
- DESSIN
- REPRESENTATION
- ARCHITECTURE
- TERRAIN
- INGENIERIE
- PREFABRICATION

## Structure Logiciel
Dans son principe, le logiciel intègre le travail collaboratif avec une centralisation automatique et un partage des projets, des bibliothèques (textures, symboles…). Il gère également beaucoup d'attributs de projets qui permettent de centraliser les informations d'un projet, de les partager, de gérer différents classements, de remplir automatiquement des cartouches…

## Interface
L'interface du logiciel est très inspirée de Windows, notamment dans ses modes de personnalisation d'interface (barre d'outils, raccourcis).

## Communication
Le logiciel peut importer les formats : 
- .dxf, .dwg, (Format AutoCAD)
- .pdf, (Format Adobe PDF 2D) import au format vectoriel
- .dgn, (Format Microstation)
- .plt, (Format impression HPGL)
- .c4d, (Format Cinéma 4D R10.5)
- .skp, (Format SketchUp)
- .rlc, (Format RASTER)
- .asc, (Format ASCII)
- .stl, (Format Stéréolithographie)
- .3dm, (Format Rhino)
- .ifc, (Format Industrie Fondation Classes) ➜ Futur format d'échange interopérable des logiciels d'architecture

Tout format bitmap : *.bmp,*.jpg,*.gif,*.psd,*.png,*.tif,*.tga …
Le logiciel peut exporter dans les formats :
- .dxf, *.dwg, (Format AutoCAD)
- .pdf, (Format Adobe PDF 2D, multi calque)
- .pdf, (Format Adobe PDF 3D, multi calque)
- .dgn, (Format Microstation)
- .plt, (Format impression HPGL)
- .c4d, (Format Cinéma 4D R10.5)
- .skp, (Format SketchUp)
- .3ds, (Format 3ds Studio)
- .wrl, (Format vml)
- .u3d, (Format Universal 3d)
- .mxs, (Format Maxwell)
- .ifc, (Format Industrie Fondation Classes) ➜ Format d'échange interopérable normalisé pour le BIM (Building Information Modeling)

## Principe production du projet
Le principe est de réaliser une maquette 3D avec les habitudes de conception en plan. À partir de cette maquette 3D, on obtient les façades ombrées, les coupes, les détails, avec une cohérence obligatoire…
Les niveaux de détails évoluent en fonction de l’échelle et du type de dessin. Des fonctions de pièces permettent de placer automatiquement les zones d’exploitation du bâtiment et de sortir différents tableaux de surface (Habitable, Utile…). 
Les cotations, les mises en pages, les différentes annotations, les tableaux de surface sont dynamiquement liés à la maquette. Toute modification de cette dernière modifie les éléments qui y sont reliés.
On peut également exploiter des quantités à partir d’éléments dessinés ou non, grâce à la solution Design2Cost. 
Un moteur graphique interne à la solution permet :
- de créer, répartir des lumières, des matériaux, des textures,
- de réaliser des images de synthèse, des films, des études d’ensoleillement.

On peut également créer un terrain 3D à partir d’un relevé topographique. Il est possible de réaliser un ferraillage 3D pour une étude en Béton Armé. Un modeleur 3D volumique booléen généraliste permet de réaliser des formes quelconques complexes (Toiles tendues, mobiliers…)

## Référence
(de) www.nemetschek.com
(fr) www.nemetschek-allplan.fr